# Службове розслідування
Службове розслідування — діяльність у рамках дисциплінарного провадження відповідних посадових осіб щодо своєчасного, всебічного, повного і об'єктивного збору та дослідження матеріалів за фактом дисциплінарного проступку співробітників (працівників) або невиконання ними функціональних обов'язків.